# إدوارد بالمر (عالم)
إدوارد بالمر (بالإنجليزية: Edward Palmer) (و. 1831 – 1911 م) هو عالم نبات، وعالم آثار، وethnobotanist ‏ من المملكة المتحدة لبريطانيا العظمى وأيرلندا، توفي في واشنطن العاصمة، عن عمر يناهز 80 عاماً.